# Boguski
Boguski, Boguska – polskie nazwisko które w Polsce nosi około tysiąca osób.
Osoby noszące to nazwisko:
- Dariusz Boguski (ur. 31 maja 1958 w Białymstoku) – polski polityk i przedsiębiorca, poseł na Sejm I kadencji.
- Jan Boguski (ur. 1966) - pisarz regionalista, działacz społeczny.
- Józef Boguski (ur. 1853, zm. 1933) – polski chemik, profesor Politechniki Warszawskiej.
- Rafał Boguski (ur. 9 czerwca 1984 w Ostrołęce) – piłkarz grający na pozycji napastnika lub pomocnika.